# Croton ripensis
Croton ripensis är en törelväxtart som beskrevs av Ryozo Kanehira och Sumihiko Hatusima. Croton ripensis ingår i släktet Croton och familjen törelväxter. Inga underarter finns listade i Catalogue of Life.